# Lago Vomba
Vomba (em sueco: Vombsjön) é um lago da Suécia, localizado na província histórica da Escânia, perto de Sjöbo.
 Tem uma área de 12 km2. Está situado a 20 km a leste de Lund.